# Rahim Aliabadi
Rahim Aliabadi (pers. ‏رحیم علی‌آبادی‎; ur. 22 marca 1943 w Ardabilu) – irański zapaśnik walczący w stylu klasycznym. Srebrny medalista olimpijski w Monachium 1972, w kategorii 48 kg.
Wicemistrz świata w 1969 i trzeci w 1973. Triumfator igrzysk azjatyckich w 1974 roku.
Jego trenerem był Mahammad Paziraei.